# Meedhuizermeer
Het Meedhuizermeer of Midhuistermeer was een meer ten westen van het dorp Meedhuizen, ten zuiden van Delfzijl in het landschap Duurswold in de Nederlandse provincie Groningen. Het meer had een oppervlakte van ongeveer 108 hectare. Rond 1870 werd het Afwateringskanaal van Duurswold door het meer getrokken.
Het Meethuystermeer of Mithuester meer wordt voor het eerst genoemd in 1562 en 1563.
In 1809 werd een poldermolen gebouwd om het meer droog te malen. Echter, pas tussen 1870 en 1877 werd het meer daadwerkelijk drooggelegd met behulp van een stoomgemaal aan oostzijde van het meer. Het afwateringskanaal werd bedijkt. Het drooggelegde deel van het meer ten noorden van het afwateringskanaal werd omgevormd tot droogmakerij Nieuw Oosterbroek (groot 88 ha) en het deel ten zuiden tot de Grashuispolder (groot 20 ha).
Aanvankelijk ging de bedijking moeizaam; regelmatig braken de dijken door. In 1876 werd het waterschap Nieuw Oosterbroek opgericht ter bemaling van de nieuwe polder. De veenachtige poldergrond bleek echter van slechte kwaliteit te zijn (o.a. roodoorn; ijzerrijke klei) en werd vervolgens verrijkt met vruchtbare wierdegrond van de afgegraven borgstee van het afgebroken Huis te Farmsum, waardoor de polder beter bewerkbaar werd. Bij de drooglegging werd veel kienhout aangetroffen.
De polder en het Huis te Farmsum waren eigendom van Johan Rengers Hora Siccama, die deze bezittingen van zijn voorgeslacht had geërfd. Deze liet naast het stoomgemaal de boerderij Nieuw Oosterbroek bouwen, vernoemd naar zijn havezathe Oosterbroek te Tynaarloo.